# Nikon Z
Le Nikon Z est une nouvelle gamme d'appareils photo numériques hybrides, « plein format » (format 24x36) et APS-C, à objectifs interchangeables lancée en 2018 par la société Nikon. Cette gamme ouvre, pour cette société, une nouvelle page de la photographie plein format, largement préférée par les utilisateurs professionnels et semi-professionnels, en rejoignant une évolution de ce secteur industriel amorcée depuis l'introduction de viseurs électroniques dans les appareils numériques, et en abandonnant de ce fait la visée optique des appareils photographiques reflex. Cette voie fut ouverte par la société Sony avec ses appareils hybrides plein format depuis octobre 2013. Nikon rejoint ce mouvement quelques semaines avant son concurrent historique Canon.
Cette nouvelle série d'appareils hybrides s'accompagne de la création d'une nouvelle monture d'objectifs, dite « monture Z », alors que Nikon avait gardé la même monture F depuis 1959.

## Gamme d'appareils

### Plein format
- Nikon Z7, septembre 2018
- Nikon Z6, novembre 2018
- Nikon Z5, juillet 2020
- Nikon Z6 II, novembre 2020
- Nikon Z7 II, novembre 2020
- Nikon Z9, décembre 2021
- Nikon Z8, mai 2023
- Nikon Z f, septembre 2023
- Nikon Z6 III, juin 2024

### APS-C
- Nikon Z50, octobre 2019
- Nikon Z fc, juillet 2021
- Nikon Z30, juillet 2022